# 關祖堯
關祖堯爵士，CBE，JP（Sir Cho-Yiu Kwan，1907年7月10日—1971年12月7日），香港律師及政治家，關祖堯律師事務所創立人及高級合夥人，1948年參與創立香港房屋協會，後任香港中文大學籌備委員會主席及首任校董會主席；另外在五、六、七十年代先後任市政局、立法局及行政局非官守議員，晚年又任行政局首席華人非官守議員，惟於1971年12月7日早上在行政局舉行會議期間心臟病病發猝死，終年64歲。

## 生平

### 早年生涯
關祖堯祖籍廣東開平，1907年7月10日生於香港，父親名關奕周（音譯）。關祖堯早年曾居澳門，後來返港入讀拔萃男書院，畢業後前赴英國倫敦大學大學學院，其後取得法律榮譽學位畢業。畢業後關祖堯曾短暫在英國的律師事務所工作，1931年5月在英國取得執業律師資格，同年又在香港取得執業律師資格。關祖堯與簡悅強爵士同為拔萃男書院及倫敦大學校友，早於1930年代已經認識，兩人後來亦一同在立法局與行政局供職。
返港後關祖堯的事業得到很大的發展，他生前為關祖堯律師事務所高級合夥人、另外又擔任恆生銀行、香港鋼管公司、銀聯保險公司及工商日報等等的董事。

### 二戰前後
在1941年12月日本入侵香港時，關祖堯曾一度獲港府委為糧食統制處糧倉主任，但香港不久以後就宣告淪陷。及至1945年香港重光後，他獲以海軍中將夏慤爵士為首的臨時軍政府任命為軍事法庭副庭長，專門審訊日本戰犯。1946年5月1日港督楊慕琦爵士復任，民政恢復，關祖堯遂改任巡理府首席裁判司。在1946年12月，他受委為非官守太平紳士，後來於1950年至1951年擔任香港律師會主席。
戰後的關祖堯已經熱心參與社會事務，他在1948年獲委任為華人法律與習俗委員會、以及租務法庭委員會委員。同年，他還有份參與創立香港房屋協會。其後，關祖堯亦曾任過香港社會服務聯會1950年度理事、公務員敘用委員會委員、華人廟宇委員會委員、華人慈善基金委員會委員、1959年公務員薪俸調查委員會委員、1960年陪審員名單審訂委員會委員等等。自1951年至1966年，他亦曾獲港府委任為民眾安全服務隊副處長（行政），此外亦曾任民安隊設施委員會主席。

### 兩局生涯
自1956年至1961年，關祖堯獲委到市政局出任非官守議員；後自1959年7月至1966年6月出任立法局非官守議員，任內關注有關華人婚姻及繼承權的法律，此外亦關注過香港電話服務的質素問題。為答謝其對社會事務的貢獻，他在1959年獲授OBE勳銜。
在1961年5月，關祖堯獲港督委任為行政局非官守議員，後在1966年5月取代利銘澤成為行政局首席華人非官守議員。在行政局供職期間，關祖堯曾身兼多項公職，當中包括貪污問題諮詢委員會及賭博政策委員會等的主席，另外又任葛量洪獎學金委員會、禁毒諮詢委員會和香港盲人輔導會等等的委員。關祖堯亦曾經出任房協副主席以及獲委為保良局永遠總理。
至於在教育方面，關祖堯曾是香港大學、協恩中學及拔萃男書院的校董。在1961年6月，關祖堯等人獲港督柏立基爵士委任到香港中文大學籌備委員會，並由關祖堯出任主席，為中大創校進行籌備工作。期間，他曾代表中大校方，成功與政府達成協議，在馬料水撥地273畝，以作為中大校址。中文大學在1963年正式成立後，關祖堯更獲推舉為首任校董會主席，並一直續任至其在1971年逝世為止。在1964年，關祖堯獲中文大學頒授榮譽法學博士學位，成為首批獲中大頒授榮譽博士學位的人士之一，以特別答謝他對中大創校所作的貢獻。
在經濟方面，作為行政局首席華人非官守議員，關祖堯亦曾在1967年至1969年連續三年，以團長身份代表香港出席亞洲及遠東經濟委員會會議。關祖堯熱心社會事務，使他在1965年再度授勳，獲得CBE勳銜；及至1969年元旦，他更獲英廷宣告封為爵士，他後於同年3月31日偕夫人到倫敦白金漢宮親身接受英女皇伊利沙伯二世授勳。

### 任內猝死
歷經六七暴動以後，為了安定人心，港府在1968年計劃籌備舉辦規模龐大的香港節，關祖堯遂獲委任為香港節指導委員會主席。而在他的協助下，港府更先後在1969年及1971年兩次成功舉辦有關節日。在1971年12月6日，關祖堯陪同港督麥理浩爵士參觀香港節最後一日舉行的壓軸大遊行後，於翌日12月7日早上如常到督憲府出席行政局會議，豈料在會議期間突然急性心臟病病發，隨即被送往瑪麗醫院進行搶救，可惜返魂乏術，最後在上午十時病逝，終年64歲。他死後，行政局首席華人非官守議員之職由簡悅強爵士接替。

關祖堯猝死後，各界及立法局皆表哀悼，而簡悅強爵士、祈德尊、馮秉芬爵士、高登爵士、及鍾士元等人亦成立了「關祖堯爵士治喪委員會」，安排其殮葬事宜。港督麥理浩爵士亦發表了悼辭，對其加以表揚到：
關爵士生時所負任務繁重，任香港節指導委員會主席則為其一，香港節適才圓滿舉行，為廣大市民帶來歡樂，而關爵士竟於此時溘然長逝，尤令人倍覺悲悼。
據了解，由於工作十分繁重，關祖堯死前一段時間已有高血壓症狀，因此猝死一事或許事前已有預兆。

## 家庭
關祖堯在1934年與周慧芬結婚，兩人共育有兩子兩女，長子及次子分別名關景超及關景康；而長女及次女則分別名關勵賢及關慶賢。

## 榮譽

### 勳銜
- 非官守太平紳士 （J.P.）（1946年12月）
- 英帝國官佐勳章（O.B.E.）（1959年）
- 英帝國司令勳章（C.B.E.）（1965年）
- 下級勳位爵士（K.t.） （1969年元旦授勳名單）

### 榮譽學位
- 榮譽法學博士
  - 香港中文大學 （1964年）

### 以他命名的事物
- 祖堯邨，位於香港葵涌
- 祖堯天主教小學，位於祖堯邨內

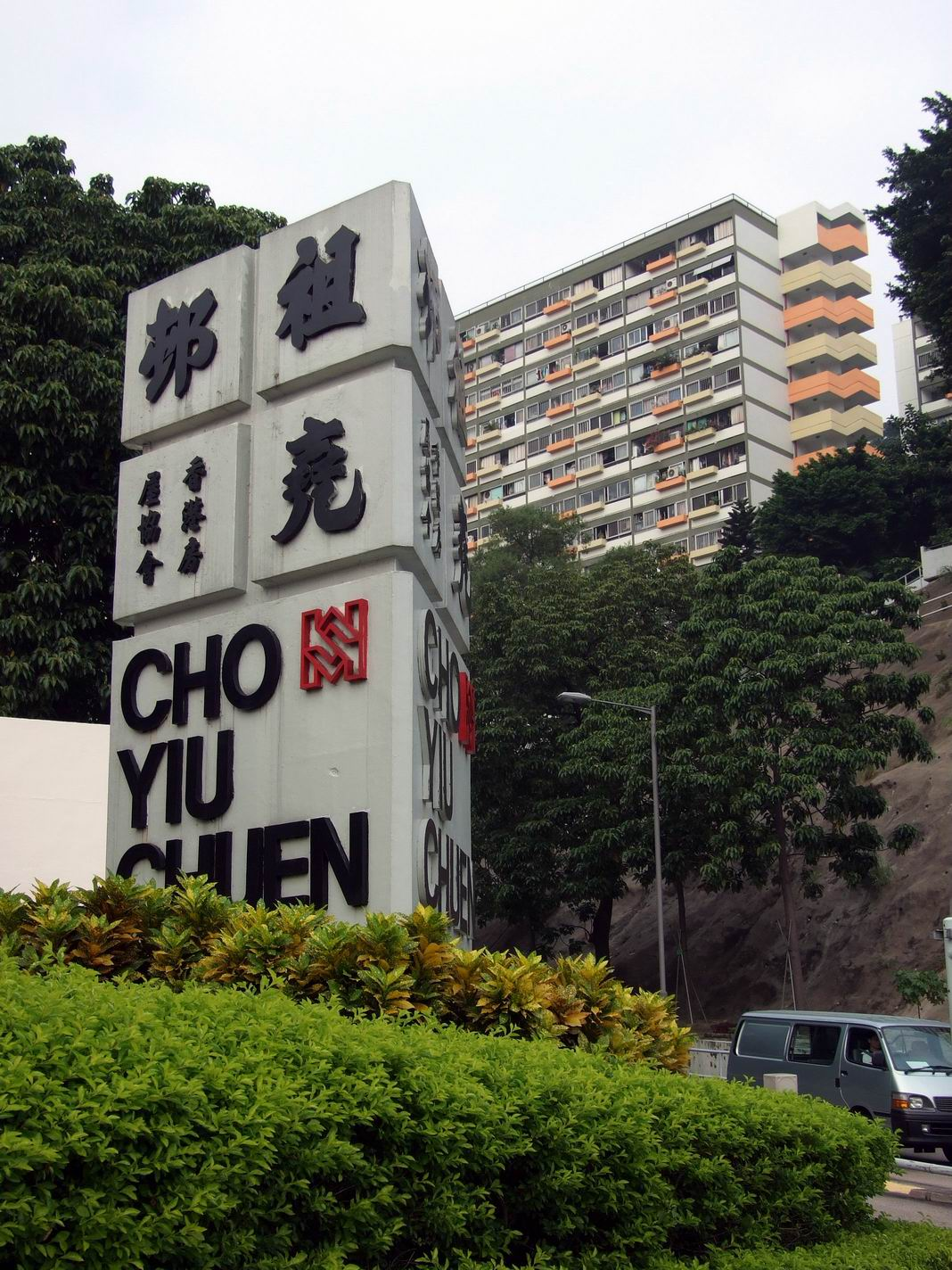
祖堯邨

- 祖堯堂，位於香港中文大學大學行政樓地下會議廳
- 五旬節會樓高座，位於香港中文大學崇基學院，原名祖堯堂（研究院宿舍，2002年改作本科生宿舍）
- 關祖堯教職員進修基金

## 外部連結
- 中大最重要人物選舉揭曉 （页面存档备份，存于），《中大校友》第二十一期，2000年3月。